# Рошиорий-де-Веде
Рошиорий-де-Веде или Рошио́ри-де-Ве́де (рум. Roșiorii de Vede) — город в  Румынии, в жудеце Телеорман.

## География
Город расположен на юге Румынии, в 40 км к северу от Дуная и проходящей через него границы с Болгарией.

## История
Является одним из старейших городов Румынии. Первое упоминание о городе датируется 1385 годом.